# Gregor Mayntz

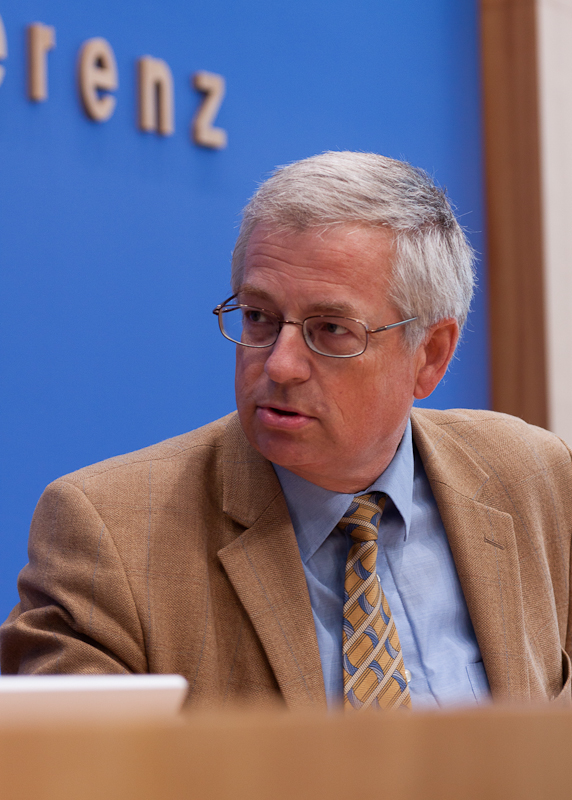
Gregor Mayntz 2011

Gregor Mayntz (* 1960 in Oedt) ist ein deutscher Journalist. Er war von 2011 bis 2020 Vorsitzender der Bundespressekonferenz.

## Leben
Nach seinem Abitur am Thomaeum in Kempen absolvierte Mayntz den Wehrdienst beim Heer und im Verteidigungsministerium. Anschließend studierte er an der Universität Bonn Politik, Neuere Geschichte und Verwaltungsrecht und wurde promoviert mit einer Dissertation über die Parlamentsberichterstattung.
Schon als Jugendlicher schrieb er für die Rheinische Post. Später war Mayntz Mitglied der Lokalredaktion Kempen und dann der Zentralredaktion der RP in Düsseldorf. 1997 wechselte er ins Hauptstadtbüro Bonn und zog 1999 mit dem Parlament nach Berlin um. Er schrieb für die RP, bis er 2024 in den Ruhestand eintrat.

## Werke (Auswahl)
- Weimar reloaded? Warum es die Deutschen nicht schafften, den Anfängen zu wehren, und was ihnen nun zu tun bleibt, Books on Demand GmbH 2019, ISBN 978-3-750-43145-4.
- Fraktionen im Deutschen Bundestag, 2010, Berlin, Dt. Bundestag[2]
- Die parlamentarische Kontrolle der Nachrichtendienste, 2004, Berlin, Dt. Bundestag[3]
- Zwischen Volk und Volksvertretung, 1992[4]